# نظریه بازدارندگی
نظریه بازدارندگی (انگلیسی: Deterrence theory) یک نظریه در امنیت بین‌الملل است که نخستین‌بار دو سده پیش بیان شده بود ولی پس از اختراع و استفاده از جنگ‌افزار هسته‌ای از سوی ایالات متحده آمریکا و آغاز جنگ سرد مورد توجه قرار گرفت.
بازدارندگی را به‌طور کلی می‌توان «استفاده یک طرف از مجموعه‌ای از تهدیدها برای قانع کردن طرف دیگر به عدم انجام یک عمل نامطلوب» تعریف کرد.

## بازدارندگی هسته‌ای
نظریه بازدارندگی هسته‌ای بیان می‌کند که جنگ‌افزارهای هسته‌ای به علت قدرت تخریب بالا می‌توانند از حمله نظامی یک کشور قدرتمندتر جلوگیری کنند.
به گفته برنارد برودی در سال ۱۹۶۴ «تاکنون هدف اصلی تشکیلات نظامی ما پیروزی در جنگ‌ها بوده است. از این پس هدف اصلی آن باید جلوگیری از جنگ باشد. تقریباً هیچ هدف مفید دیگری نمی‌تواند داشته باشد و یک بازدارنده هسته‌ای باید همواره آماده باشد و هیچگاه استفاده نشود.»